# Final (xadrez)
|   | a                                             | b                                             | c                                             | d                                             | e                                             | f                                             | g                                             | h                                             |   |
| 8 | c6 preto rei · f6 branco peão · f5 branco rei | c6 preto rei · f6 branco peão · f5 branco rei | c6 preto rei · f6 branco peão · f5 branco rei | c6 preto rei · f6 branco peão · f5 branco rei | c6 preto rei · f6 branco peão · f5 branco rei | c6 preto rei · f6 branco peão · f5 branco rei | c6 preto rei · f6 branco peão · f5 branco rei | c6 preto rei · f6 branco peão · f5 branco rei | 8 |
| 7 | c6 preto rei · f6 branco peão · f5 branco rei | c6 preto rei · f6 branco peão · f5 branco rei | c6 preto rei · f6 branco peão · f5 branco rei | c6 preto rei · f6 branco peão · f5 branco rei | c6 preto rei · f6 branco peão · f5 branco rei | c6 preto rei · f6 branco peão · f5 branco rei | c6 preto rei · f6 branco peão · f5 branco rei | c6 preto rei · f6 branco peão · f5 branco rei | 7 |
| 6 | c6 preto rei · f6 branco peão · f5 branco rei | c6 preto rei · f6 branco peão · f5 branco rei | c6 preto rei · f6 branco peão · f5 branco rei | c6 preto rei · f6 branco peão · f5 branco rei | c6 preto rei · f6 branco peão · f5 branco rei | c6 preto rei · f6 branco peão · f5 branco rei | c6 preto rei · f6 branco peão · f5 branco rei | c6 preto rei · f6 branco peão · f5 branco rei | 6 |
| 5 | c6 preto rei · f6 branco peão · f5 branco rei | c6 preto rei · f6 branco peão · f5 branco rei | c6 preto rei · f6 branco peão · f5 branco rei | c6 preto rei · f6 branco peão · f5 branco rei | c6 preto rei · f6 branco peão · f5 branco rei | c6 preto rei · f6 branco peão · f5 branco rei | c6 preto rei · f6 branco peão · f5 branco rei | c6 preto rei · f6 branco peão · f5 branco rei | 5 |
| 4 | c6 preto rei · f6 branco peão · f5 branco rei | c6 preto rei · f6 branco peão · f5 branco rei | c6 preto rei · f6 branco peão · f5 branco rei | c6 preto rei · f6 branco peão · f5 branco rei | c6 preto rei · f6 branco peão · f5 branco rei | c6 preto rei · f6 branco peão · f5 branco rei | c6 preto rei · f6 branco peão · f5 branco rei | c6 preto rei · f6 branco peão · f5 branco rei | 4 |
| 3 | c6 preto rei · f6 branco peão · f5 branco rei | c6 preto rei · f6 branco peão · f5 branco rei | c6 preto rei · f6 branco peão · f5 branco rei | c6 preto rei · f6 branco peão · f5 branco rei | c6 preto rei · f6 branco peão · f5 branco rei | c6 preto rei · f6 branco peão · f5 branco rei | c6 preto rei · f6 branco peão · f5 branco rei | c6 preto rei · f6 branco peão · f5 branco rei | 3 |
| 2 | c6 preto rei · f6 branco peão · f5 branco rei | c6 preto rei · f6 branco peão · f5 branco rei | c6 preto rei · f6 branco peão · f5 branco rei | c6 preto rei · f6 branco peão · f5 branco rei | c6 preto rei · f6 branco peão · f5 branco rei | c6 preto rei · f6 branco peão · f5 branco rei | c6 preto rei · f6 branco peão · f5 branco rei | c6 preto rei · f6 branco peão · f5 branco rei | 2 |
| 1 | c6 preto rei · f6 branco peão · f5 branco rei | c6 preto rei · f6 branco peão · f5 branco rei | c6 preto rei · f6 branco peão · f5 branco rei | c6 preto rei · f6 branco peão · f5 branco rei | c6 preto rei · f6 branco peão · f5 branco rei | c6 preto rei · f6 branco peão · f5 branco rei | c6 preto rei · f6 branco peão · f5 branco rei | c6 preto rei · f6 branco peão · f5 branco rei | 1 |
|   | a                                             | b                                             | c                                             | d                                             | e                                             | f                                             | g                                             | h                                             |   |

No xadrez e em jogos similares, o final refere-se ao estágio do jogo onde poucas peças permanecem no tabuleiro.
A linha entre o meio-jogo e o final não é sempre clara, e pode ocorrer gradualmente ou através da troca rápida de peças. O final, porém, tende a possuir características diferentes do meio-jogo, e os jogadores possuem preocupações estratégicas diferentes. Em particular, peões tornam-se mais importantes, com muitos finais envolvendo a tentativa de promover um peão, que ocorre quando este alcança a última fileira. O rei, que durante o meio-jogo tinha que ser protegido, devido à ameaça de xeque-mate, torna-se uma forte peça no final, podendo ser trazido ao meio do tabuleiro e ser uma peça útil de ataque.
Muitos jogadores compuseram estudos de finais de jogo, cujas soluções são ou uma vitória para as brancas quando não há um modo óbvio aparente de vencer, ou um empate, quando as brancas aparentam estar em uma posição perdida.
Geralmente, no final, o lado mais forte tentará trocar peças (cavalos, bispos, torres e rainhas), e ao mesmo tempo, evitar a troca de peões. Isto geralmente torna mais fácil para este jogador converter tal vantagem em um jogo ganho.

## Categorias
Finais podem ser divididos em três categorias:
1. Finais teóricos: posições em que a linha correta de jogo é geralmente conhecida e bem analisada, podendo ser solucionada com técnica.
2. Finais práticos: posições que ocorrem em jogos práticos, nos quais boa técnica deve transformar tais posições em uma final teórica.
3. Finais artísticos: posições que contêm um final teórico, escondido por complicações matemáticas.[1]

## O começo do final
O final começa quando há poucas peças restantes no tabuleiro. Não há um critério rigoroso indicando onde o final começa, e especialistas diferentes possuem opiniões diferentes. Utilizando o sistema de valor relativo usual, Speelman considera que os finais são posições onde cada jogador possui 13 ou menos pontos de material - não incluindo o rei.
Alternativamente, um final é a posição onde o rei pode ser utilizado ativamente, embora algumas excepções famosas existam. Minev argumenta que finais são posições contendo quatro ou menos peças, não incluindo reis e cavalos. Alguns autores consideram finais como posições sem rainhas, enquanto que outros consideram o final como posições onde cada jogador possui menos do que uma rainha mais uma torre em material. Flear considera o final como a fase do jogo onde cada jogador possui ao máximo uma peça, outra que reis ou peões, e posições com mais material onde cada jogador possui ao máximo duas peças, que “não formam exatamente um final”.
Alburt e Krogius deram três características de um final:
1. Finais favorecem um rei agressivo.
2. Os peões passados aumentam significantemente em importância.
3. Zugzwang é comumente um fator em finais, e raramente em outros estágios do jogo.

Alguns criadores de problemas consideram que o final inicia-se quando o jogador que está a mover pode forçar uma vitória ou empate contra qualquer variação de movimentos.

## Considerações gerais
No geral, o jogador com uma vantagem material deve tentar trocar peças e iniciar o final. No final, o jogador com a vantagem material deve tentar, no geral, trocar peças, mas não peões. Há algumas exceções para esta regra: (1) finais onde ambos os lados possuem duas torres mais peões – o jogador com mais peões possui maiores chances de vencer se o par de torres não são trocados, e (2) bispos em cores opostas – o lado mais forte deve evitar trocar as outras peças. Quando todos os peões remanescentes estão no mesmo lado do tabuleiro, comumente o jogador mais forte deve tentar criar um peão passado.
No final, é melhor para o jogador com mais peões para evitar trocas de peões, pois eles devem ser obtidos por nada. Além disso, finais com peões em lados opostos do tabuleiro são muito mais fáceis de vencer. Um final contendo um rei e um peão, com um peão avançado, deve ser mais fácil do que um meio-jogo com uma torre a mais.
Com o crescimento do xadrez computadorizado, um desenvolvimento interessante foi a criação de base de dados de finais, que são tabelas de posições calculadas via análise retrógrada. Tais tabuleiros são chamados de tabuleiros de finais. Um programa que incorpora o conhecimento de uma base de dados é capaz de jogar xadrez perfeitamente, caso consiga atingir qualquer uma das posições existentes na base de dados.
Max Euwe e Walter Meiden dão cinco generalizações:
1. Em finais de rei e peão, um peão a mais é decisivo em mais de 90% dos casos.
2. Em finais com peças e peões, um peão dá uma vantagem vitoriosa em 50-60% dos casos. Se o jogador com esta vantagem também possui uma vantagem posicional, a vantagem aumenta ainda mais.
3. O rei possui um importante papel no final.
4. A iniciativa é mais importante no final do que em outras fases do jogo. Em finais contendo torres, a iniciativa vale no geral, no mínimo, um peão.
5. Dois peões conectados e passados são muito fortes. Se eles alcançam a sexta fileira, são consideradas tão fortes quanto uma torre.

## Finais comuns

### Xeque-mates básicos
|   | a                                              | b                                              | c                                              | d                                              | e                                              | f                                              | g                                              | h                                              |   |
| 8 | d8 preto rei · g8 branco torre · d6 branco rei | d8 preto rei · g8 branco torre · d6 branco rei | d8 preto rei · g8 branco torre · d6 branco rei | d8 preto rei · g8 branco torre · d6 branco rei | d8 preto rei · g8 branco torre · d6 branco rei | d8 preto rei · g8 branco torre · d6 branco rei | d8 preto rei · g8 branco torre · d6 branco rei | d8 preto rei · g8 branco torre · d6 branco rei | 8 |
| 7 | d8 preto rei · g8 branco torre · d6 branco rei | d8 preto rei · g8 branco torre · d6 branco rei | d8 preto rei · g8 branco torre · d6 branco rei | d8 preto rei · g8 branco torre · d6 branco rei | d8 preto rei · g8 branco torre · d6 branco rei | d8 preto rei · g8 branco torre · d6 branco rei | d8 preto rei · g8 branco torre · d6 branco rei | d8 preto rei · g8 branco torre · d6 branco rei | 7 |
| 6 | d8 preto rei · g8 branco torre · d6 branco rei | d8 preto rei · g8 branco torre · d6 branco rei | d8 preto rei · g8 branco torre · d6 branco rei | d8 preto rei · g8 branco torre · d6 branco rei | d8 preto rei · g8 branco torre · d6 branco rei | d8 preto rei · g8 branco torre · d6 branco rei | d8 preto rei · g8 branco torre · d6 branco rei | d8 preto rei · g8 branco torre · d6 branco rei | 6 |
| 5 | d8 preto rei · g8 branco torre · d6 branco rei | d8 preto rei · g8 branco torre · d6 branco rei | d8 preto rei · g8 branco torre · d6 branco rei | d8 preto rei · g8 branco torre · d6 branco rei | d8 preto rei · g8 branco torre · d6 branco rei | d8 preto rei · g8 branco torre · d6 branco rei | d8 preto rei · g8 branco torre · d6 branco rei | d8 preto rei · g8 branco torre · d6 branco rei | 5 |
| 4 | d8 preto rei · g8 branco torre · d6 branco rei | d8 preto rei · g8 branco torre · d6 branco rei | d8 preto rei · g8 branco torre · d6 branco rei | d8 preto rei · g8 branco torre · d6 branco rei | d8 preto rei · g8 branco torre · d6 branco rei | d8 preto rei · g8 branco torre · d6 branco rei | d8 preto rei · g8 branco torre · d6 branco rei | d8 preto rei · g8 branco torre · d6 branco rei | 4 |
| 3 | d8 preto rei · g8 branco torre · d6 branco rei | d8 preto rei · g8 branco torre · d6 branco rei | d8 preto rei · g8 branco torre · d6 branco rei | d8 preto rei · g8 branco torre · d6 branco rei | d8 preto rei · g8 branco torre · d6 branco rei | d8 preto rei · g8 branco torre · d6 branco rei | d8 preto rei · g8 branco torre · d6 branco rei | d8 preto rei · g8 branco torre · d6 branco rei | 3 |
| 2 | d8 preto rei · g8 branco torre · d6 branco rei | d8 preto rei · g8 branco torre · d6 branco rei | d8 preto rei · g8 branco torre · d6 branco rei | d8 preto rei · g8 branco torre · d6 branco rei | d8 preto rei · g8 branco torre · d6 branco rei | d8 preto rei · g8 branco torre · d6 branco rei | d8 preto rei · g8 branco torre · d6 branco rei | d8 preto rei · g8 branco torre · d6 branco rei | 2 |
| 1 | d8 preto rei · g8 branco torre · d6 branco rei | d8 preto rei · g8 branco torre · d6 branco rei | d8 preto rei · g8 branco torre · d6 branco rei | d8 preto rei · g8 branco torre · d6 branco rei | d8 preto rei · g8 branco torre · d6 branco rei | d8 preto rei · g8 branco torre · d6 branco rei | d8 preto rei · g8 branco torre · d6 branco rei | d8 preto rei · g8 branco torre · d6 branco rei | 1 |
|   | a                                              | b                                              | c                                              | d                                              | e                                              | f                                              | g                                              | h                                              |   |

Estas são posições onde cada lado possui apenas um rei e outro lado possui uma ou mais peças, e pode dar um xeque-mate no rei inimigo, com as peças trabalhando em conjunto com seu rei. Em conjunção com o rei, uma rainha ou uma torre pode dar facilmente xeque-mate em um rei solitário, mas um bispo ou um cavalo solitário não pode. Dois bispos mais um rei pode dar um xeque-mate facilmente, desde que os bispos estejam em quadrados de cores opostas – caso possuam estejam em quadrados da mesma cor, não podem. Um bispo e um cavalo, em conjunção com o rei, também podem dar xeque-mate, embora o procedimento seja longo – até 33 movimentos, com jogadas corretas – e é difícil para um jogador que não conhece a técnica correta.
Dois cavalos não podem forçar um xeque-mate contra um rei, assumindo jogada perfeita por ambos os jogadores. Existem algumas posições permitindo xeque-mate com dois cavalos e um rei, mas tais posições requerem um movimento inapropriado pelo oponente. Se o lado mais fraco possui um peão, xeque-mate às vezes é possível, visto que o peão a mais pode bloquear quadrados de escape do rei em xeque. Se o peão; e bloqueado por um cavalo, ou atrás da linha de Troitzky, os cavalos possuem uma longa vitória teorética. Existem algumas outras posições onde o peão está além da linha de Troitzky onde o qual os cavalos pode forçar um xeque-mate, embora o procedimento é longo e difícil. Em cada caso, em competição com a regra dos 50 movimentos, um empate comumente ocorrerá primeiro.

### Finais com rei e peões
Finais com rei e peões envolvem apenas reis e peões em um ou ambos os lados. O Mestre Internacional Cecil Purdy disse que “finais de peões” são para o xadrez como tacadas finais são para o golfe.”
Em finais de rei e peões, um peão a mais é decisivo em mais de 90% dos casos. Um peão passado – peões cuja coluna, bem como colunas adjacentes, não possuem peões opostos – é crucial. Nimzowisch uma vez disse que um peão passado possui um “desejo de expandir.” Um peão passado avançado é particularmente perigoso. O ponto disso é iscas ou armadilhas – enquanto que o rei defensivo previne este de ser promovido para uma rainha, o rei ofensivo obtém peões do outro lado.
Oposição é uma técnica importante no xadrez que é utilizado para ganhar uma vantagem. Quando dois reis estão em oposição, eles estão na mesma coluna ou fileira, com um quadrado vazio separando ambos. O jogador a mover “perde” a oposição. Ele precisa mover seu rei e permitir que o rei oponente avance. Porém, note que a oposição é utilizado para penetrar na posição inimiga. Se o atacante pode penetrar sem oposição, ele deve fazê-lo. As táticas de triangulação e zugzwang, bem como a teoria de quadrados correspondentes, são comumente decisivos.

#### Rei e peão contra rei
|   | a                                             | b                                             | c                                             | d                                             | e                                             | f                                             | g                                             | h                                             |   |
| 8 | a5 branco rei · a4 branco peão · d4 preto rei | a5 branco rei · a4 branco peão · d4 preto rei | a5 branco rei · a4 branco peão · d4 preto rei | a5 branco rei · a4 branco peão · d4 preto rei | a5 branco rei · a4 branco peão · d4 preto rei | a5 branco rei · a4 branco peão · d4 preto rei | a5 branco rei · a4 branco peão · d4 preto rei | a5 branco rei · a4 branco peão · d4 preto rei | 8 |
| 7 | a5 branco rei · a4 branco peão · d4 preto rei | a5 branco rei · a4 branco peão · d4 preto rei | a5 branco rei · a4 branco peão · d4 preto rei | a5 branco rei · a4 branco peão · d4 preto rei | a5 branco rei · a4 branco peão · d4 preto rei | a5 branco rei · a4 branco peão · d4 preto rei | a5 branco rei · a4 branco peão · d4 preto rei | a5 branco rei · a4 branco peão · d4 preto rei | 7 |
| 6 | a5 branco rei · a4 branco peão · d4 preto rei | a5 branco rei · a4 branco peão · d4 preto rei | a5 branco rei · a4 branco peão · d4 preto rei | a5 branco rei · a4 branco peão · d4 preto rei | a5 branco rei · a4 branco peão · d4 preto rei | a5 branco rei · a4 branco peão · d4 preto rei | a5 branco rei · a4 branco peão · d4 preto rei | a5 branco rei · a4 branco peão · d4 preto rei | 6 |
| 5 | a5 branco rei · a4 branco peão · d4 preto rei | a5 branco rei · a4 branco peão · d4 preto rei | a5 branco rei · a4 branco peão · d4 preto rei | a5 branco rei · a4 branco peão · d4 preto rei | a5 branco rei · a4 branco peão · d4 preto rei | a5 branco rei · a4 branco peão · d4 preto rei | a5 branco rei · a4 branco peão · d4 preto rei | a5 branco rei · a4 branco peão · d4 preto rei | 5 |
| 4 | a5 branco rei · a4 branco peão · d4 preto rei | a5 branco rei · a4 branco peão · d4 preto rei | a5 branco rei · a4 branco peão · d4 preto rei | a5 branco rei · a4 branco peão · d4 preto rei | a5 branco rei · a4 branco peão · d4 preto rei | a5 branco rei · a4 branco peão · d4 preto rei | a5 branco rei · a4 branco peão · d4 preto rei | a5 branco rei · a4 branco peão · d4 preto rei | 4 |
| 3 | a5 branco rei · a4 branco peão · d4 preto rei | a5 branco rei · a4 branco peão · d4 preto rei | a5 branco rei · a4 branco peão · d4 preto rei | a5 branco rei · a4 branco peão · d4 preto rei | a5 branco rei · a4 branco peão · d4 preto rei | a5 branco rei · a4 branco peão · d4 preto rei | a5 branco rei · a4 branco peão · d4 preto rei | a5 branco rei · a4 branco peão · d4 preto rei | 3 |
| 2 | a5 branco rei · a4 branco peão · d4 preto rei | a5 branco rei · a4 branco peão · d4 preto rei | a5 branco rei · a4 branco peão · d4 preto rei | a5 branco rei · a4 branco peão · d4 preto rei | a5 branco rei · a4 branco peão · d4 preto rei | a5 branco rei · a4 branco peão · d4 preto rei | a5 branco rei · a4 branco peão · d4 preto rei | a5 branco rei · a4 branco peão · d4 preto rei | 2 |
| 1 | a5 branco rei · a4 branco peão · d4 preto rei | a5 branco rei · a4 branco peão · d4 preto rei | a5 branco rei · a4 branco peão · d4 preto rei | a5 branco rei · a4 branco peão · d4 preto rei | a5 branco rei · a4 branco peão · d4 preto rei | a5 branco rei · a4 branco peão · d4 preto rei | a5 branco rei · a4 branco peão · d4 preto rei | a5 branco rei · a4 branco peão · d4 preto rei | 1 |
|   | a                                             | b                                             | c                                             | d                                             | e                                             | f                                             | g                                             | h                                             |   |

Este é um dos finais mais básicos. Um empate resulta se o rei defensivo pode alcançar o quadrado a frente do peão, ou o quadrado atrás deste. Para prevenir isto, o rei ofensivo terá que assistir o peão, para que este seja promovido para uma rainha, e permitir que um xeque-mate seja possível. Peões da coluna da torre são exceções, visto que o rei pode não ser capaz de sair da frente de seu próprio peão.
Ao contrário da maioria das posições, finais de rei e peões podem ser analisados para alcançar uma conclusão definitiva, caso técnica e tempo suficiente estejam disponíveis. Um erro em um final deste tipo converte uma vitória em um empate, ou um empate em uma derrota – há pouca chance de recuperação. Precisão é muito importante nestes finais, que possuem três ideias fundamentais: oposição, triangulação e manobra de Réti.

### Finais com cavalo e peões
|   | a                                                                                  | b                                                                                  | c                                                                                  | d                                                                                  | e                                                                                  | f                                                                                  | g                                                                                  | h                                                                                  |   |
| 8 | a8 preto rei · c7 branco rei · a5 preto cavalo · b5 branco peão · c5 branco cavalo | a8 preto rei · c7 branco rei · a5 preto cavalo · b5 branco peão · c5 branco cavalo | a8 preto rei · c7 branco rei · a5 preto cavalo · b5 branco peão · c5 branco cavalo | a8 preto rei · c7 branco rei · a5 preto cavalo · b5 branco peão · c5 branco cavalo | a8 preto rei · c7 branco rei · a5 preto cavalo · b5 branco peão · c5 branco cavalo | a8 preto rei · c7 branco rei · a5 preto cavalo · b5 branco peão · c5 branco cavalo | a8 preto rei · c7 branco rei · a5 preto cavalo · b5 branco peão · c5 branco cavalo | a8 preto rei · c7 branco rei · a5 preto cavalo · b5 branco peão · c5 branco cavalo | 8 |
| 7 | a8 preto rei · c7 branco rei · a5 preto cavalo · b5 branco peão · c5 branco cavalo | a8 preto rei · c7 branco rei · a5 preto cavalo · b5 branco peão · c5 branco cavalo | a8 preto rei · c7 branco rei · a5 preto cavalo · b5 branco peão · c5 branco cavalo | a8 preto rei · c7 branco rei · a5 preto cavalo · b5 branco peão · c5 branco cavalo | a8 preto rei · c7 branco rei · a5 preto cavalo · b5 branco peão · c5 branco cavalo | a8 preto rei · c7 branco rei · a5 preto cavalo · b5 branco peão · c5 branco cavalo | a8 preto rei · c7 branco rei · a5 preto cavalo · b5 branco peão · c5 branco cavalo | a8 preto rei · c7 branco rei · a5 preto cavalo · b5 branco peão · c5 branco cavalo | 7 |
| 6 | a8 preto rei · c7 branco rei · a5 preto cavalo · b5 branco peão · c5 branco cavalo | a8 preto rei · c7 branco rei · a5 preto cavalo · b5 branco peão · c5 branco cavalo | a8 preto rei · c7 branco rei · a5 preto cavalo · b5 branco peão · c5 branco cavalo | a8 preto rei · c7 branco rei · a5 preto cavalo · b5 branco peão · c5 branco cavalo | a8 preto rei · c7 branco rei · a5 preto cavalo · b5 branco peão · c5 branco cavalo | a8 preto rei · c7 branco rei · a5 preto cavalo · b5 branco peão · c5 branco cavalo | a8 preto rei · c7 branco rei · a5 preto cavalo · b5 branco peão · c5 branco cavalo | a8 preto rei · c7 branco rei · a5 preto cavalo · b5 branco peão · c5 branco cavalo | 6 |
| 5 | a8 preto rei · c7 branco rei · a5 preto cavalo · b5 branco peão · c5 branco cavalo | a8 preto rei · c7 branco rei · a5 preto cavalo · b5 branco peão · c5 branco cavalo | a8 preto rei · c7 branco rei · a5 preto cavalo · b5 branco peão · c5 branco cavalo | a8 preto rei · c7 branco rei · a5 preto cavalo · b5 branco peão · c5 branco cavalo | a8 preto rei · c7 branco rei · a5 preto cavalo · b5 branco peão · c5 branco cavalo | a8 preto rei · c7 branco rei · a5 preto cavalo · b5 branco peão · c5 branco cavalo | a8 preto rei · c7 branco rei · a5 preto cavalo · b5 branco peão · c5 branco cavalo | a8 preto rei · c7 branco rei · a5 preto cavalo · b5 branco peão · c5 branco cavalo | 5 |
| 4 | a8 preto rei · c7 branco rei · a5 preto cavalo · b5 branco peão · c5 branco cavalo | a8 preto rei · c7 branco rei · a5 preto cavalo · b5 branco peão · c5 branco cavalo | a8 preto rei · c7 branco rei · a5 preto cavalo · b5 branco peão · c5 branco cavalo | a8 preto rei · c7 branco rei · a5 preto cavalo · b5 branco peão · c5 branco cavalo | a8 preto rei · c7 branco rei · a5 preto cavalo · b5 branco peão · c5 branco cavalo | a8 preto rei · c7 branco rei · a5 preto cavalo · b5 branco peão · c5 branco cavalo | a8 preto rei · c7 branco rei · a5 preto cavalo · b5 branco peão · c5 branco cavalo | a8 preto rei · c7 branco rei · a5 preto cavalo · b5 branco peão · c5 branco cavalo | 4 |
| 3 | a8 preto rei · c7 branco rei · a5 preto cavalo · b5 branco peão · c5 branco cavalo | a8 preto rei · c7 branco rei · a5 preto cavalo · b5 branco peão · c5 branco cavalo | a8 preto rei · c7 branco rei · a5 preto cavalo · b5 branco peão · c5 branco cavalo | a8 preto rei · c7 branco rei · a5 preto cavalo · b5 branco peão · c5 branco cavalo | a8 preto rei · c7 branco rei · a5 preto cavalo · b5 branco peão · c5 branco cavalo | a8 preto rei · c7 branco rei · a5 preto cavalo · b5 branco peão · c5 branco cavalo | a8 preto rei · c7 branco rei · a5 preto cavalo · b5 branco peão · c5 branco cavalo | a8 preto rei · c7 branco rei · a5 preto cavalo · b5 branco peão · c5 branco cavalo | 3 |
| 2 | a8 preto rei · c7 branco rei · a5 preto cavalo · b5 branco peão · c5 branco cavalo | a8 preto rei · c7 branco rei · a5 preto cavalo · b5 branco peão · c5 branco cavalo | a8 preto rei · c7 branco rei · a5 preto cavalo · b5 branco peão · c5 branco cavalo | a8 preto rei · c7 branco rei · a5 preto cavalo · b5 branco peão · c5 branco cavalo | a8 preto rei · c7 branco rei · a5 preto cavalo · b5 branco peão · c5 branco cavalo | a8 preto rei · c7 branco rei · a5 preto cavalo · b5 branco peão · c5 branco cavalo | a8 preto rei · c7 branco rei · a5 preto cavalo · b5 branco peão · c5 branco cavalo | a8 preto rei · c7 branco rei · a5 preto cavalo · b5 branco peão · c5 branco cavalo | 2 |
| 1 | a8 preto rei · c7 branco rei · a5 preto cavalo · b5 branco peão · c5 branco cavalo | a8 preto rei · c7 branco rei · a5 preto cavalo · b5 branco peão · c5 branco cavalo | a8 preto rei · c7 branco rei · a5 preto cavalo · b5 branco peão · c5 branco cavalo | a8 preto rei · c7 branco rei · a5 preto cavalo · b5 branco peão · c5 branco cavalo | a8 preto rei · c7 branco rei · a5 preto cavalo · b5 branco peão · c5 branco cavalo | a8 preto rei · c7 branco rei · a5 preto cavalo · b5 branco peão · c5 branco cavalo | a8 preto rei · c7 branco rei · a5 preto cavalo · b5 branco peão · c5 branco cavalo | a8 preto rei · c7 branco rei · a5 preto cavalo · b5 branco peão · c5 branco cavalo | 1 |
|   | a                                                                                  | b                                                                                  | c                                                                                  | d                                                                                  | e                                                                                  | f                                                                                  | g                                                                                  | h                                                                                  |   |

Em finais com cavalos e peões, manobras estratégicas pelos cavalos são necessários para capturar peões oponentes. Apesar do cavalo ser inadequado para ir atrás de um peão passado, é a peça ideal para bloquear um peão passado. Cavalos não podem perder um tempo, então finais com cavalos e peões possuem muito em comum com finais com rei e peões. Como resultado, Mikhail Botvinnik disse que "um final com cavalos é realmente um final com peões".
Um peão passado avançado pode ser melhor do que um peão passado protegido central, ao contrário do que finais com reis e peões. Um cavalo bloqueando um peão passado protegido ataca o protetor, enquanto que o cavalo bloqueando um peão passado avançado está de certa forma, fora de ação.

#### Cavalo contra peão
|   | a                                                               | b                                                               | c                                                               | d                                                               | e                                                               | f                                                               | g                                                               | h                                                               |   |
| 8 | a3 preto peão · d2 branco cavalo · a1 preto rei · c1 branco rei | a3 preto peão · d2 branco cavalo · a1 preto rei · c1 branco rei | a3 preto peão · d2 branco cavalo · a1 preto rei · c1 branco rei | a3 preto peão · d2 branco cavalo · a1 preto rei · c1 branco rei | a3 preto peão · d2 branco cavalo · a1 preto rei · c1 branco rei | a3 preto peão · d2 branco cavalo · a1 preto rei · c1 branco rei | a3 preto peão · d2 branco cavalo · a1 preto rei · c1 branco rei | a3 preto peão · d2 branco cavalo · a1 preto rei · c1 branco rei | 8 |
| 7 | a3 preto peão · d2 branco cavalo · a1 preto rei · c1 branco rei | a3 preto peão · d2 branco cavalo · a1 preto rei · c1 branco rei | a3 preto peão · d2 branco cavalo · a1 preto rei · c1 branco rei | a3 preto peão · d2 branco cavalo · a1 preto rei · c1 branco rei | a3 preto peão · d2 branco cavalo · a1 preto rei · c1 branco rei | a3 preto peão · d2 branco cavalo · a1 preto rei · c1 branco rei | a3 preto peão · d2 branco cavalo · a1 preto rei · c1 branco rei | a3 preto peão · d2 branco cavalo · a1 preto rei · c1 branco rei | 7 |
| 6 | a3 preto peão · d2 branco cavalo · a1 preto rei · c1 branco rei | a3 preto peão · d2 branco cavalo · a1 preto rei · c1 branco rei | a3 preto peão · d2 branco cavalo · a1 preto rei · c1 branco rei | a3 preto peão · d2 branco cavalo · a1 preto rei · c1 branco rei | a3 preto peão · d2 branco cavalo · a1 preto rei · c1 branco rei | a3 preto peão · d2 branco cavalo · a1 preto rei · c1 branco rei | a3 preto peão · d2 branco cavalo · a1 preto rei · c1 branco rei | a3 preto peão · d2 branco cavalo · a1 preto rei · c1 branco rei | 6 |
| 5 | a3 preto peão · d2 branco cavalo · a1 preto rei · c1 branco rei | a3 preto peão · d2 branco cavalo · a1 preto rei · c1 branco rei | a3 preto peão · d2 branco cavalo · a1 preto rei · c1 branco rei | a3 preto peão · d2 branco cavalo · a1 preto rei · c1 branco rei | a3 preto peão · d2 branco cavalo · a1 preto rei · c1 branco rei | a3 preto peão · d2 branco cavalo · a1 preto rei · c1 branco rei | a3 preto peão · d2 branco cavalo · a1 preto rei · c1 branco rei | a3 preto peão · d2 branco cavalo · a1 preto rei · c1 branco rei | 5 |
| 4 | a3 preto peão · d2 branco cavalo · a1 preto rei · c1 branco rei | a3 preto peão · d2 branco cavalo · a1 preto rei · c1 branco rei | a3 preto peão · d2 branco cavalo · a1 preto rei · c1 branco rei | a3 preto peão · d2 branco cavalo · a1 preto rei · c1 branco rei | a3 preto peão · d2 branco cavalo · a1 preto rei · c1 branco rei | a3 preto peão · d2 branco cavalo · a1 preto rei · c1 branco rei | a3 preto peão · d2 branco cavalo · a1 preto rei · c1 branco rei | a3 preto peão · d2 branco cavalo · a1 preto rei · c1 branco rei | 4 |
| 3 | a3 preto peão · d2 branco cavalo · a1 preto rei · c1 branco rei | a3 preto peão · d2 branco cavalo · a1 preto rei · c1 branco rei | a3 preto peão · d2 branco cavalo · a1 preto rei · c1 branco rei | a3 preto peão · d2 branco cavalo · a1 preto rei · c1 branco rei | a3 preto peão · d2 branco cavalo · a1 preto rei · c1 branco rei | a3 preto peão · d2 branco cavalo · a1 preto rei · c1 branco rei | a3 preto peão · d2 branco cavalo · a1 preto rei · c1 branco rei | a3 preto peão · d2 branco cavalo · a1 preto rei · c1 branco rei | 3 |
| 2 | a3 preto peão · d2 branco cavalo · a1 preto rei · c1 branco rei | a3 preto peão · d2 branco cavalo · a1 preto rei · c1 branco rei | a3 preto peão · d2 branco cavalo · a1 preto rei · c1 branco rei | a3 preto peão · d2 branco cavalo · a1 preto rei · c1 branco rei | a3 preto peão · d2 branco cavalo · a1 preto rei · c1 branco rei | a3 preto peão · d2 branco cavalo · a1 preto rei · c1 branco rei | a3 preto peão · d2 branco cavalo · a1 preto rei · c1 branco rei | a3 preto peão · d2 branco cavalo · a1 preto rei · c1 branco rei | 2 |
| 1 | a3 preto peão · d2 branco cavalo · a1 preto rei · c1 branco rei | a3 preto peão · d2 branco cavalo · a1 preto rei · c1 branco rei | a3 preto peão · d2 branco cavalo · a1 preto rei · c1 branco rei | a3 preto peão · d2 branco cavalo · a1 preto rei · c1 branco rei | a3 preto peão · d2 branco cavalo · a1 preto rei · c1 branco rei | a3 preto peão · d2 branco cavalo · a1 preto rei · c1 branco rei | a3 preto peão · d2 branco cavalo · a1 preto rei · c1 branco rei | a3 preto peão · d2 branco cavalo · a1 preto rei · c1 branco rei | 1 |
|   | a                                                               | b                                                               | c                                                               | d                                                               | e                                                               | f                                                               | g                                                               | h                                                               |   |

Philipp Stamma (1747) apresenta um final em que as brancas, com apenas um cavalo, conseguem forçar cheque-mate nas pretas, que tem rei e peão.
1. Cb3+ Ra2
2. Cc5  Ra1
3. Rc2  Ra2
4. Cd3  Ra1
5. Cc1  a2
6. Cb3++

#### Cavalos e peões contra cavalo
Este cenário é no geral um empate, visto que o cavalo pode ser sacrificado pelo peão. Porém, o rei e o cavalo devem cobrir os quadrados no caminho do peão. Se o peão alcança a sétima fileira e é suportado pelo seu próprio rei e cavalo, é no geral promovida, e vencem.

#### Bispo e peão contra bispo da mesma cor
Duas regras ditas por Luigi Centurini durante o século XIX aplicam-se nesta situação:
- O jogo é um empate se o rei na defensiva pode alcançar qualquer quadrado à frente do peão, desde que este esteja em um quadrado de cor oposta aos quadrados do bispo remanescente.
- Se o rei na defensiva está atrás do peão e o rei na ofensiva está próximo do peão, o defensor pode empatar apenas se seu rei está atacando o peão, se ele possui a oposição, e se seu bispo pode mover em duas diagonais, cada uma possuindo ao menos dois quadrados disponíveis (não contando o quadrado sobre o qual o bispo está localizado).[12] Este é o caso do peão central e do peão do bispo, cujo quadrado de promoção não é da mesma cor do bispo.[13]

A posição no segundo diagrama mostra uma posição vitoriosa para as brancas, embora requer uma jogada precisa. Um peão do cavalo sempre vence se o bispo na defensiva possui apenas uma diagonal longa disponível.
|   | a                                                                               | b                                                                               | c                                                                               | d                                                                               | e                                                                               | f                                                                               | g                                                                               | h                                                                               |   |
| 8 | d8 preto rei · a3 branco rei · g3 preto peão · a2 branco bispo · c2 preto bispo | d8 preto rei · a3 branco rei · g3 preto peão · a2 branco bispo · c2 preto bispo | d8 preto rei · a3 branco rei · g3 preto peão · a2 branco bispo · c2 preto bispo | d8 preto rei · a3 branco rei · g3 preto peão · a2 branco bispo · c2 preto bispo | d8 preto rei · a3 branco rei · g3 preto peão · a2 branco bispo · c2 preto bispo | d8 preto rei · a3 branco rei · g3 preto peão · a2 branco bispo · c2 preto bispo | d8 preto rei · a3 branco rei · g3 preto peão · a2 branco bispo · c2 preto bispo | d8 preto rei · a3 branco rei · g3 preto peão · a2 branco bispo · c2 preto bispo | 8 |
| 7 | d8 preto rei · a3 branco rei · g3 preto peão · a2 branco bispo · c2 preto bispo | d8 preto rei · a3 branco rei · g3 preto peão · a2 branco bispo · c2 preto bispo | d8 preto rei · a3 branco rei · g3 preto peão · a2 branco bispo · c2 preto bispo | d8 preto rei · a3 branco rei · g3 preto peão · a2 branco bispo · c2 preto bispo | d8 preto rei · a3 branco rei · g3 preto peão · a2 branco bispo · c2 preto bispo | d8 preto rei · a3 branco rei · g3 preto peão · a2 branco bispo · c2 preto bispo | d8 preto rei · a3 branco rei · g3 preto peão · a2 branco bispo · c2 preto bispo | d8 preto rei · a3 branco rei · g3 preto peão · a2 branco bispo · c2 preto bispo | 7 |
| 6 | d8 preto rei · a3 branco rei · g3 preto peão · a2 branco bispo · c2 preto bispo | d8 preto rei · a3 branco rei · g3 preto peão · a2 branco bispo · c2 preto bispo | d8 preto rei · a3 branco rei · g3 preto peão · a2 branco bispo · c2 preto bispo | d8 preto rei · a3 branco rei · g3 preto peão · a2 branco bispo · c2 preto bispo | d8 preto rei · a3 branco rei · g3 preto peão · a2 branco bispo · c2 preto bispo | d8 preto rei · a3 branco rei · g3 preto peão · a2 branco bispo · c2 preto bispo | d8 preto rei · a3 branco rei · g3 preto peão · a2 branco bispo · c2 preto bispo | d8 preto rei · a3 branco rei · g3 preto peão · a2 branco bispo · c2 preto bispo | 6 |
| 5 | d8 preto rei · a3 branco rei · g3 preto peão · a2 branco bispo · c2 preto bispo | d8 preto rei · a3 branco rei · g3 preto peão · a2 branco bispo · c2 preto bispo | d8 preto rei · a3 branco rei · g3 preto peão · a2 branco bispo · c2 preto bispo | d8 preto rei · a3 branco rei · g3 preto peão · a2 branco bispo · c2 preto bispo | d8 preto rei · a3 branco rei · g3 preto peão · a2 branco bispo · c2 preto bispo | d8 preto rei · a3 branco rei · g3 preto peão · a2 branco bispo · c2 preto bispo | d8 preto rei · a3 branco rei · g3 preto peão · a2 branco bispo · c2 preto bispo | d8 preto rei · a3 branco rei · g3 preto peão · a2 branco bispo · c2 preto bispo | 5 |
| 4 | d8 preto rei · a3 branco rei · g3 preto peão · a2 branco bispo · c2 preto bispo | d8 preto rei · a3 branco rei · g3 preto peão · a2 branco bispo · c2 preto bispo | d8 preto rei · a3 branco rei · g3 preto peão · a2 branco bispo · c2 preto bispo | d8 preto rei · a3 branco rei · g3 preto peão · a2 branco bispo · c2 preto bispo | d8 preto rei · a3 branco rei · g3 preto peão · a2 branco bispo · c2 preto bispo | d8 preto rei · a3 branco rei · g3 preto peão · a2 branco bispo · c2 preto bispo | d8 preto rei · a3 branco rei · g3 preto peão · a2 branco bispo · c2 preto bispo | d8 preto rei · a3 branco rei · g3 preto peão · a2 branco bispo · c2 preto bispo | 4 |
| 3 | d8 preto rei · a3 branco rei · g3 preto peão · a2 branco bispo · c2 preto bispo | d8 preto rei · a3 branco rei · g3 preto peão · a2 branco bispo · c2 preto bispo | d8 preto rei · a3 branco rei · g3 preto peão · a2 branco bispo · c2 preto bispo | d8 preto rei · a3 branco rei · g3 preto peão · a2 branco bispo · c2 preto bispo | d8 preto rei · a3 branco rei · g3 preto peão · a2 branco bispo · c2 preto bispo | d8 preto rei · a3 branco rei · g3 preto peão · a2 branco bispo · c2 preto bispo | d8 preto rei · a3 branco rei · g3 preto peão · a2 branco bispo · c2 preto bispo | d8 preto rei · a3 branco rei · g3 preto peão · a2 branco bispo · c2 preto bispo | 3 |
| 2 | d8 preto rei · a3 branco rei · g3 preto peão · a2 branco bispo · c2 preto bispo | d8 preto rei · a3 branco rei · g3 preto peão · a2 branco bispo · c2 preto bispo | d8 preto rei · a3 branco rei · g3 preto peão · a2 branco bispo · c2 preto bispo | d8 preto rei · a3 branco rei · g3 preto peão · a2 branco bispo · c2 preto bispo | d8 preto rei · a3 branco rei · g3 preto peão · a2 branco bispo · c2 preto bispo | d8 preto rei · a3 branco rei · g3 preto peão · a2 branco bispo · c2 preto bispo | d8 preto rei · a3 branco rei · g3 preto peão · a2 branco bispo · c2 preto bispo | d8 preto rei · a3 branco rei · g3 preto peão · a2 branco bispo · c2 preto bispo | 2 |
| 1 | d8 preto rei · a3 branco rei · g3 preto peão · a2 branco bispo · c2 preto bispo | d8 preto rei · a3 branco rei · g3 preto peão · a2 branco bispo · c2 preto bispo | d8 preto rei · a3 branco rei · g3 preto peão · a2 branco bispo · c2 preto bispo | d8 preto rei · a3 branco rei · g3 preto peão · a2 branco bispo · c2 preto bispo | d8 preto rei · a3 branco rei · g3 preto peão · a2 branco bispo · c2 preto bispo | d8 preto rei · a3 branco rei · g3 preto peão · a2 branco bispo · c2 preto bispo | d8 preto rei · a3 branco rei · g3 preto peão · a2 branco bispo · c2 preto bispo | d8 preto rei · a3 branco rei · g3 preto peão · a2 branco bispo · c2 preto bispo | 1 |
|   | a                                                                               | b                                                                               | c                                                                               | d                                                                               | e                                                                               | f                                                                               | g                                                                               | h                                                                               |   |

Esta posição foi obtida em um jogo dp Torneio de Candidatos entre Lajos Portisch e Mikhail Tal. As brancas devem defender precisamente e utilizar zugzwang recíproco. Comumente ele possui apenas um ou dois movimentos que evitam uma posição perdida. As pretas não conseguiram fazer nenhum progresso, e o jogo terminou em um empate no movimento 83.

#### Bispos de cores opostas
|   | a                                                                                                 | b                                                                                                 | c                                                                                                 | d                                                                                                 | e                                                                                                 | f                                                                                                 | g                                                                                                 | h                                                                                                 |   |
| 8 | c7 preto rei · e7 preto bispo · c6 branco peão · d5 branco rei · e5 branco peão · h5 branco bispo | c7 preto rei · e7 preto bispo · c6 branco peão · d5 branco rei · e5 branco peão · h5 branco bispo | c7 preto rei · e7 preto bispo · c6 branco peão · d5 branco rei · e5 branco peão · h5 branco bispo | c7 preto rei · e7 preto bispo · c6 branco peão · d5 branco rei · e5 branco peão · h5 branco bispo | c7 preto rei · e7 preto bispo · c6 branco peão · d5 branco rei · e5 branco peão · h5 branco bispo | c7 preto rei · e7 preto bispo · c6 branco peão · d5 branco rei · e5 branco peão · h5 branco bispo | c7 preto rei · e7 preto bispo · c6 branco peão · d5 branco rei · e5 branco peão · h5 branco bispo | c7 preto rei · e7 preto bispo · c6 branco peão · d5 branco rei · e5 branco peão · h5 branco bispo | 8 |
| 7 | c7 preto rei · e7 preto bispo · c6 branco peão · d5 branco rei · e5 branco peão · h5 branco bispo | c7 preto rei · e7 preto bispo · c6 branco peão · d5 branco rei · e5 branco peão · h5 branco bispo | c7 preto rei · e7 preto bispo · c6 branco peão · d5 branco rei · e5 branco peão · h5 branco bispo | c7 preto rei · e7 preto bispo · c6 branco peão · d5 branco rei · e5 branco peão · h5 branco bispo | c7 preto rei · e7 preto bispo · c6 branco peão · d5 branco rei · e5 branco peão · h5 branco bispo | c7 preto rei · e7 preto bispo · c6 branco peão · d5 branco rei · e5 branco peão · h5 branco bispo | c7 preto rei · e7 preto bispo · c6 branco peão · d5 branco rei · e5 branco peão · h5 branco bispo | c7 preto rei · e7 preto bispo · c6 branco peão · d5 branco rei · e5 branco peão · h5 branco bispo | 7 |
| 6 | c7 preto rei · e7 preto bispo · c6 branco peão · d5 branco rei · e5 branco peão · h5 branco bispo | c7 preto rei · e7 preto bispo · c6 branco peão · d5 branco rei · e5 branco peão · h5 branco bispo | c7 preto rei · e7 preto bispo · c6 branco peão · d5 branco rei · e5 branco peão · h5 branco bispo | c7 preto rei · e7 preto bispo · c6 branco peão · d5 branco rei · e5 branco peão · h5 branco bispo | c7 preto rei · e7 preto bispo · c6 branco peão · d5 branco rei · e5 branco peão · h5 branco bispo | c7 preto rei · e7 preto bispo · c6 branco peão · d5 branco rei · e5 branco peão · h5 branco bispo | c7 preto rei · e7 preto bispo · c6 branco peão · d5 branco rei · e5 branco peão · h5 branco bispo | c7 preto rei · e7 preto bispo · c6 branco peão · d5 branco rei · e5 branco peão · h5 branco bispo | 6 |
| 5 | c7 preto rei · e7 preto bispo · c6 branco peão · d5 branco rei · e5 branco peão · h5 branco bispo | c7 preto rei · e7 preto bispo · c6 branco peão · d5 branco rei · e5 branco peão · h5 branco bispo | c7 preto rei · e7 preto bispo · c6 branco peão · d5 branco rei · e5 branco peão · h5 branco bispo | c7 preto rei · e7 preto bispo · c6 branco peão · d5 branco rei · e5 branco peão · h5 branco bispo | c7 preto rei · e7 preto bispo · c6 branco peão · d5 branco rei · e5 branco peão · h5 branco bispo | c7 preto rei · e7 preto bispo · c6 branco peão · d5 branco rei · e5 branco peão · h5 branco bispo | c7 preto rei · e7 preto bispo · c6 branco peão · d5 branco rei · e5 branco peão · h5 branco bispo | c7 preto rei · e7 preto bispo · c6 branco peão · d5 branco rei · e5 branco peão · h5 branco bispo | 5 |
| 4 | c7 preto rei · e7 preto bispo · c6 branco peão · d5 branco rei · e5 branco peão · h5 branco bispo | c7 preto rei · e7 preto bispo · c6 branco peão · d5 branco rei · e5 branco peão · h5 branco bispo | c7 preto rei · e7 preto bispo · c6 branco peão · d5 branco rei · e5 branco peão · h5 branco bispo | c7 preto rei · e7 preto bispo · c6 branco peão · d5 branco rei · e5 branco peão · h5 branco bispo | c7 preto rei · e7 preto bispo · c6 branco peão · d5 branco rei · e5 branco peão · h5 branco bispo | c7 preto rei · e7 preto bispo · c6 branco peão · d5 branco rei · e5 branco peão · h5 branco bispo | c7 preto rei · e7 preto bispo · c6 branco peão · d5 branco rei · e5 branco peão · h5 branco bispo | c7 preto rei · e7 preto bispo · c6 branco peão · d5 branco rei · e5 branco peão · h5 branco bispo | 4 |
| 3 | c7 preto rei · e7 preto bispo · c6 branco peão · d5 branco rei · e5 branco peão · h5 branco bispo | c7 preto rei · e7 preto bispo · c6 branco peão · d5 branco rei · e5 branco peão · h5 branco bispo | c7 preto rei · e7 preto bispo · c6 branco peão · d5 branco rei · e5 branco peão · h5 branco bispo | c7 preto rei · e7 preto bispo · c6 branco peão · d5 branco rei · e5 branco peão · h5 branco bispo | c7 preto rei · e7 preto bispo · c6 branco peão · d5 branco rei · e5 branco peão · h5 branco bispo | c7 preto rei · e7 preto bispo · c6 branco peão · d5 branco rei · e5 branco peão · h5 branco bispo | c7 preto rei · e7 preto bispo · c6 branco peão · d5 branco rei · e5 branco peão · h5 branco bispo | c7 preto rei · e7 preto bispo · c6 branco peão · d5 branco rei · e5 branco peão · h5 branco bispo | 3 |
| 2 | c7 preto rei · e7 preto bispo · c6 branco peão · d5 branco rei · e5 branco peão · h5 branco bispo | c7 preto rei · e7 preto bispo · c6 branco peão · d5 branco rei · e5 branco peão · h5 branco bispo | c7 preto rei · e7 preto bispo · c6 branco peão · d5 branco rei · e5 branco peão · h5 branco bispo | c7 preto rei · e7 preto bispo · c6 branco peão · d5 branco rei · e5 branco peão · h5 branco bispo | c7 preto rei · e7 preto bispo · c6 branco peão · d5 branco rei · e5 branco peão · h5 branco bispo | c7 preto rei · e7 preto bispo · c6 branco peão · d5 branco rei · e5 branco peão · h5 branco bispo | c7 preto rei · e7 preto bispo · c6 branco peão · d5 branco rei · e5 branco peão · h5 branco bispo | c7 preto rei · e7 preto bispo · c6 branco peão · d5 branco rei · e5 branco peão · h5 branco bispo | 2 |
| 1 | c7 preto rei · e7 preto bispo · c6 branco peão · d5 branco rei · e5 branco peão · h5 branco bispo | c7 preto rei · e7 preto bispo · c6 branco peão · d5 branco rei · e5 branco peão · h5 branco bispo | c7 preto rei · e7 preto bispo · c6 branco peão · d5 branco rei · e5 branco peão · h5 branco bispo | c7 preto rei · e7 preto bispo · c6 branco peão · d5 branco rei · e5 branco peão · h5 branco bispo | c7 preto rei · e7 preto bispo · c6 branco peão · d5 branco rei · e5 branco peão · h5 branco bispo | c7 preto rei · e7 preto bispo · c6 branco peão · d5 branco rei · e5 branco peão · h5 branco bispo | c7 preto rei · e7 preto bispo · c6 branco peão · d5 branco rei · e5 branco peão · h5 branco bispo | c7 preto rei · e7 preto bispo · c6 branco peão · d5 branco rei · e5 branco peão · h5 branco bispo | 1 |
|   | a                                                                                                 | b                                                                                                 | c                                                                                                 | d                                                                                                 | e                                                                                                 | f                                                                                                 | g                                                                                                 | h                                                                                                 |   |

Finais com bispos em quadrados de cores opostas são notórios por resultarem em empates. Muitos jogadores em uma posição pobre salvaram-se de uma derrota tomando uma estratégia levando a este final. Tais finais resultam comumente em empate até mesmo quando um lado possui uma vantagem de dois peões, visto que o jogador mais fraco pode criar um bloqueio nos quadrados no qual seu bispo opera. Interessantemente, tal jogador deve tentar tornar seu bispo "ruim", colocando seus peões em quadrados da mesma cor do bispo remanescente, para defender seus peões remanescentes, e portanto, criando uma fortaleza.